# Jarosław Warzecha
Jarosław Jerzy Warzecha (ur. 28 kwietnia 1947 w Kutnie) – polski dziennikarz, dramaturg i prozaik.

## Życiorys
Absolwent Wydziału Filozoficzno-Historycznego Uniwersytetu Łódzkiego (1972, pracę magisterską z pedagogiki społecznej napisał u prof. Aleksandra Kamińskiego) oraz Studium Scenariuszowego Państwowej Wyższej Szkoły Filmowej Teatralnej i Telewizyjnej w Łodzi (1992).

### Praca zawodowa
- 1972: reżyser – teatr Akademii Medycznej STS „Cytryna”
- 1973: współpraca reżyserska przy krótkometrażowym filmie fabularnym Punkt widzenia[1]
- 1973–1974: dziennikarz – „Ekspresie Ilustrowanym”
- 1974–1983: dziennikarz – redakcja publicystyki, a następnie redakcja literackiej rozgłośni Polskiego Radia w Łodzi
- 1983: zwolniony podczas weryfikacji z powodów politycznych, z zakazem pracy dziennikarskiej
- 1985–1986: adiunkt  – dział literacko-wydawniczy Muzeum Miasta Łodzi
- 1986–1988: adiunkt – Muzeum Kinematografii w Łodzi
- 1990: przywrócony do pracy w rozgłośni Radia Łódź przez tzw. Komisję Powrotów Drawicza, komentator w redakcji publicystyki
- 1996–1997: zastępca kierownika redakcji publicystyki

Członek zwyczajny Stowarzyszenia Autorów ZAiKS. Członek Stowarzyszenia Dziennikarzy Polskich. 
Postanowieniem z 2006 odznaczony przez Prezydenta RP Brązowym Krzyżem Zasługi. Laureat nagrody Świadek Historii (2022).

## Twórczość
Autor ponad 30 słuchowisk emitowanych w programach Polskiego Radia (słuchowiska zachowane w Centralnej Fonotece Polskiego Radia m.in. w reżyserii m.in. Andrzeja Pruskiego, Henryka Rozena) oraz ponad 300 tekstów w audycjach estradowych Polskiego Radia. Autor audycji literackich „Niedzielny Program Literacki” (1991-2007), felietonów „Obyczajnik polski i nie tylko”, „Wybrane z tygodnia”, „Widziane z Piotrkowskiej”. Autor cyklu audycji publicystyki społecznej i kulturalnej Salon (wywiady m.in. z: Janem Nowakiem-Jeziorańskim, Henrykiem Debichem, Janem Karskim, Leszkiem Moczulskim, Zofią Rysiówną, prof. Jerzym Eislerem, prof. Andrzejem Kunertem, gen. Stefanem Bałukiem, prof. Haliną Szwarc, gen. Kazimierzem Leskim, gen. Antonim Hedą, ks. gen. Adamem Franciszkiem Studzińskim). 
Współpracował z tygodnikiem „Odgłosy”, gazetą „Nowy Świat”, tygodnikiem „Myśl Polska”, „Gazetą Polską”, Wytwórnią Filmów Oświatowych w Łodzi (1985–1987, scenariusze np. film Naturyści), TVP3 Łódź (cykl „Salon", film Punkt widzenia). Współautor wystaw (wraz z Mieczysławem Kucnerem) „Pejzaże łódzkie «Kwiatów Polskich»” w Muzeum Historii Miasta Łodzi, „Aleksander Fogiel – portret” – Muzeum Kinematografii w Łodzi.
Laureat II Nagrody (Prezydenta Miasta Gdyni) za scenariusz słuchowiska Jest super (2005) w ogólnopolskim konkursie literackim „Polskie drogi do Wolności – 25 lat „Solidarności”.

## Działalność polityczna
W 2014 został członkiem Polski Razem Jarosława Gowina i był jej kandydatem w wyborach do Parlamentu Europejskiego. Obecnie nie prowadzi działalności politycznej.
Ma status pokrzywdzonego IPN.

## Życie prywatne
Mąż Małgorzaty (dziennikarki radiowej), ojciec Łukasza (dziennikarza).

## Publikacje
- Pamiętnik umysłowego, Wydawnictwo Łódzkie, 1982,
- Afera żyrardowska, Krajowa Agencja Wydawnicza, 1986,
- Intymny atlas anatomiczny, Wydawnictwo Łódzkie, 1989,
- Współautor w antologii Trudno nie pisać satyry, Res Polona, 1989,
- Pitawal łódzki (wspólnie z A. Antczakiem), MAGART, 1994,
- Nie kracz Słowik, nie kracz, Narodowe Centrum Kultury, 2014,
- Kornel znaczy rogaty, Rzecz o Kornelu Morawieckim (niewydane), Narodowe Centrum Kultury 2016,
- Na radiowej fali, Akapit Press, 2021.